# Dilara Kazimova
Dilara Kazimova (azerbajdzjanska: Dilarə Kazımova, Dilarä Kazymova), född 20 maj 1984 i Baku, Sovjetunionen, är en azerbajdzjansk sångerska och skådespelerska som kommer att representera Azerbajdzjan i Eurovision Song Contest 2014 i Köpenhamn.
Kazimova har vid två tidigare tillfällen deltagit i Azerbajdzjans uttagning till Eurovision Song Contest. 2008 deltog hon i den nationella finalen som en del av gruppen Unformal, som slutade på andra plats. 2010 deltog hon i landets uttagning till Eurovision Song Contest 2010 som en del av duon Milk & Kisses och slutade tvåa ännu en gång. I mars 2014 vann hon Azerbajdzjans uttagning till Eurovision Song Contest 2014 och kommer därmed att representera sitt hemland i tävlingen.
Kazimova är även skådespelerska och har haft roller i filmerna Çalış, nəfəs alma (2006) och Sirat körpüsü (2007).

## Filmografi
- 2006 – Çalış, nəfəs alma
- 2007 – Sirat körpüsü